# Лінґала

Територія поширення лінґали у Демократичній Республіці Конго

Лінґала — мова групи банту, одна з найпоширеніших мов центральної Африки. Поширена переважно на північному заході Демократичної Республіки Конго, на півночі Республіки Конго, та меншою мірою на півночі Анголи, на півдні Центральноафриканської Республіка та південному заході Південного Судану. За класифікацією Малькольма Гасрі лінґала присвоєно код C.36D, за класифікацією SIL — C40.

## Статус
Лінґала має статус офіційної мови у Демократичній Республіці Конго та Республіці Конго.
У збройних силах Демократичної Республіки Конго лінґала виконує функцію лінґва франка.

## Кількість мовців
Лінґала розмовляє близько 20 мільйонів осіб, ще для 25-30 мільйонів носіїв лінґала є другою мовою. Загалом якоїсь етнічної групи, що розмовляє лінґала, не існує. 

## Історія
Основу лінґали становить діалект бобанґі, раніше поширений вздовж Конго від Лісали до Кіншаси і використовувався від мови торгівлі до утворення Вільної держави Конго.
З приходом європейців бобанґі отримав більше поширення, зокрема тому, що ним користувалися європейці й перекладачі, привезені з колоній у Східній Африці. Бобанґі, що отримав назву банґала, стала мовою адміністрації і місіонерства.
На початку XX століття місіонери Конґреґації Непорочного Серця Марії почали «очищення» мови, прагнучи наблизити її до інших місцевих діалектів.
У процесі цього «очищення» назву банґала було замінено на лінґала (префікс li- був запозичений з однієї із сусідніх мов). Вперше цей термін був вжитий в 1903 році.
Словниковий склад лінґала зазнав помітного впливу європейських мов, в першу чергу французької і португальської, а також англійської і нідерландської.

## Алфавіт
У алфавіті мови лінґала 35 букв і диграфів.
Літери r і h використовуються в запозичених словах. Тони позначаються надбуквенними діакритичними знаками.
|    |    | Варіанти | Приклад                       |
| -- | -- | -------- | ----------------------------- |
| a  | A  | á â ǎ    | nyama, matáta, sâmbóle, libwǎ |
| b  | B  |          | bísó                          |
| c  | C  |          | ciluba                        |
| d  | D  |          | madɛ́su                        |
| e  | E  | é ê ě    | komeka, mésa, kobênga         |
| ɛ  | Ɛ  | ɛ́ ɛ̂ ɛ̌    | lɛlɔ́, lɛ́ki, tɛ̂                |
| f  | F  |          | lifúta                        |
| g  | G  |          | kogánga                       |
| gb | Gb |          | gbagba                        |
| h  | H  |          | bohlu (bohrium)               |
| i  | I  | í î ǐ    | wápi, zíko, tî, esǐ           |
| k  | K  |          | kokoma                        |
| l  | L  |          | kolála                        |
| m  | M  |          | kokóma                        |
| mb | Mb |          | kolámba                       |
| mp | Mp |          | límpa                         |
| n  | N  |          | líno                          |
| nd | Nd |          | ndeko                         |
| ng | Ng |          | ndéngé                        |
| nk | Nk |          | nkámá                         |
| ns | Ns |          | nsɔ́mi                         |
| nt | Nt |          | ntaba                         |
| ny | Ny |          | nyama                         |
| nz | Nz |          | nzala                         |
| o  | o  | ó ô ǒ    | moto, sóngóló, sékô           |
| ɔ  | Ɔ  | ɔ́ ɔ̂ ɔ̌    | sɔsɔ, yɔ́, sɔ̂lɔ, tɔ̌            |
| p  | p  |          | pɛnɛpɛnɛ                      |
| r  | R  |          | malaríya                      |
| s  | S  |          | kopésa                        |
| t  | T  |          | tatá                          |
| u  | U  | ú        | butú, koúma                   |
| v  | V  |          | kovánda                       |
| w  | W  |          | káwa                          |
| y  | Y  |          | koyéba                        |
| z  | Z  |          | kozala                        |

## Цікаві факти
- Ґайтана (мовою лінґала Gaita-Lurdes Essami) , відома українська співачка, вільно володіє мовою лінґала, якою (разом із французькою) розмовляла в дитинстві.